# Bernienville
Bernienville ist eine französische Gemeinde mit 295 Einwohnern (Stand 1. Januar 2022) im Département Eure in der Region Normandie (vor 2016 Haute-Normandie); sie gehört zum Arrondissement Bernay und zum Kanton Le Neubourg. Die Einwohner werden Bernienvillais genannt.

## Geografie
Bernienville liegt etwa zehn Kilometer nordwestlich des Stadtzentrums von Évreux. Umgeben wird Bernienville von den Nachbargemeinden Quittebeuf im Nordwesten und Norden, Bacquepuis im Nordosten, Sacquenville im Osten, Saint-Martin-la-Campagne und Gauville-la-Campagne im Südosten, Claville im Süden und Westen sowie Tournedos-Bois-Hubert im Westen.
Durch die Gemeinde führte die frühere Route nationale 13 (heutige D613). 

## Bevölkerungsentwicklung
| Jahr                       | 1962 | 1968 | 1975 | 1982 | 1990 | 1999 | 2006 | 2019 |
| Einwohner                  | 178  | 166  | 184  | 232  | 239  | 246  | 261  | 285  |
| Quellen: Cassini und INSEE |      |      |      |      |      |      |      |      |

## Sehenswürdigkeiten

Kirche Saint-Léger

- Kirche Saint-Léger